# グレートアイランド倶楽部
グレートアイランド倶楽部（グレートアイランドくらぶ）は、千葉県長生郡にあるメンバーシップ制のゴルフ場。

## コース概要
全体的にフラットなコースである。16、17、18番は2つの池を反時計周りに進み、17番と18番はグリーンの左側に池が待ち構えている。
本倶楽部を舞台とする「伊藤園レディスゴルフトーナメント」は、JLPGAツアーの年間ポイント女王レースと来年度のシード権を賭けた争いが注目される終盤戦に開催される大会であり、17番と18番の池の攻略がその争いの帰趨を決める重要なファクターとなることでも知られる。
また毎年12月に開催され、プロ人生で一度しか出場できない「JLPGA新人戦 加賀電子カップ」も本倶楽部を開催コースとしている。
ちなみに本倶楽部はプロ通算50勝を誇る不動裕理が1999年の伊藤園レディスで初優勝を飾ったコースである。

## 住所
- 〒297-0198　千葉県長生郡長南町佐坪1782

## アクセス

### 車の場合
- 千葉外房有料道路/板倉インターチェンジより18km
- 東京湾アクアライン/茂原長南インターチェンジ

### 電車の場合
- 利用路線	外房線（JR東日本）茂原駅下車
  - 茂原駅（南口ロータリー）送迎チャーター便有り　※要予約
  - タクシー	茂原駅から約25分